# 13673 Урисон
13673 Урисон (13673 Urysohn) — астероїд головного поясу, відкритий 1 червня 1997 року.
Тіссеранів параметр щодо Юпітера — 3,293.
Названо на честь Павла Самуїловича Урисона (1898-1924) російського і радянського математика, творця нового напрямку у топології — теорії розмірності.